# Chlorochaeta chalybeata
Chlorochaeta chalybeata là một loài bướm đêm trong họ Geometridae.